# Gajdošovo
Gajdošovo je přírodní rezervace v katastrálních územích obcí Banský Studenec v okrese Banská Štiavnica a Babiná v okrese Zvolen v Banskobystrickém kraji na Slovensku. Území bylo vyhlášeno  v roce 2002 a jeho rozloha je 18,28 hektaru. Předmětem ochrany jsou vlhkomilná až mezofilní společenstva luk a pastvin na neovulkanitech Slovenského středohoří.